# Adam Oehlenschläger
Adam Gottlob Oehlenschläger (*Copenhague, 14 de noviembre de 1779 - †Copenhague, 20 de enero de 1850) fue un poeta y escritor nacido en Dinamarca. Introdujo el Romanticismo en la literatura danesa.

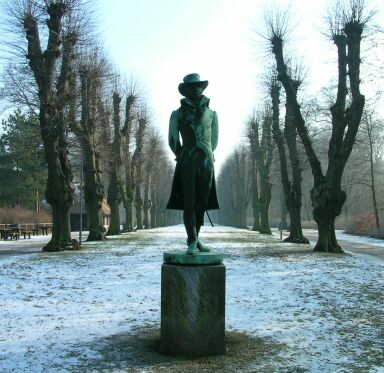
Monumento a Oehlenschläger.

Oehlenschlager empezó probando suerte como actor. Fracasó y se decidió a estudiar derecho, carrera que pronto abandonó para dedicarse a la literatura. Su obra El cuerno dorado se considera el inicio del Romanticismo en la literatura danesa.
En 1805 emprendió un viaje por Europa. De sus experiencias nacieron seis poemas épicos. A su regreso en 1810 se le aclamó como el mejor poeta danés y recibió diversos premios. 
En 1810 contrajo matrimonio y trabajó durante veinte años dando clases en la Universidad de Copenhague. En 1829 fue coronado como "rey de la poesía nórdica" en la catedral de Lund, Suecia. 
Su obra es muy extensa y abarca la poesía, el teatro y la prosa. Entre sus obras cabe destacar el drama Axel y Valborg de 1807 y los poemas Helge de 1814 la Saga de Hroar de 1817 y Hrolf Krage de 1828. Sus fuentes de inspiración fueron Goethe, Fichte y Friedrich von Schelling. Él mismo sirvió de inspiración a autores como Henrik Ibsen.
Es el autor de la canción "Der er et Yndigt land" ("Hay una hermosa tierra") que se ha convertido en el himno nacional de Dinamarca.
Está enterrado en el Cementerio antiguo de Frederiksberg.